# Mary Ellis
Mary Ellis (15 de junio de 1897 - 30 de enero de 2003), de origen estadounidense, fue una estrella del teatro británico, conocida sobre todo por sus papeles en el género musical.  Tras actuar en el Metropolitan Opera House con cantantes de la talla de Enrico Caruso y posteriormente en Broadway, emigró a Inglaterra, donde consiguió la fama como actriz.

## Biografía
Su verdadero nombre era May Belle Elsas, y nació en Nueva York. Debutó con la Metropolitan Opera House el 14 de diciembre de 1918 con el estreno mundial de la obra de Giacomo Puccini Il Trittico, haciendo el papel de Genovieffa en Suor Angelica, la segunda de las tres óperas en un acto de la función. También actuó en el estreno de la pieza de Albert Wolff L'oiseau bleu, cantando el papel de Mytyl en 1919.
En el teatro de Broadway trabajó en Louis en 1921, interpretó a Nerissa en El mercader de Venecia en 1922, y a lo largo de 1923 trabajó en Casanova con Katharine Cornell. Ganó notoriedad con el papel principal de la opereta de Rudolf Friml Rose Marie en 1924, y con el de La fierecilla domada y The Crown Prince en 1927.  En 1929 hizo el papel de Becky Sharp en la producción de Players' Club de La feria de las vanidades, y en 1930 trabajó en Children of Darkness junto a Basil Sydney.  También fue Leah en la adaptación llevada a cabo en 1925 por The Neighborhood Playhouse de la obra de Shloime Ansky El Dybbuk.
En 1930 Ellis se estableció en Londres tras haber emigrado a Inglaterra con su tercer marido, Basil Sydney, con el cual se había casado en 1929. Allí destacó en la obra de Jerome David Kern Music In The Air (1933), ganando posteriormente aún más fama gracias a tres operetas de Ivor Novello, Glamorous Night (1935), The Dancing Years (1939), y Arc de Triomphe (1943). Al final la década obtuvo uno de sus mejores interpretaciones con el papel de Millie Crocker-Harris en The Browning Version (1948), de Terence Rattigan. También actuó en la película de 1960 The Three Worlds of Gulliver y tuvo un papel en la serie televisiva de la década de 1960 Sherlock Holmes.
Mary Ellis falleció en 2003 en Londres, Inglaterra. Tenía 105 años de edad.